# Chiesa di San Biagio (Contrazy)
La Chiesa di San Biagio è la chiesa parrocchiale del paese di Contrazy, nella diocesi di Foix nel centro del dipartimento francese dell'Ariège in Occitania, nell'Arrondissement di Saint-Girons.

## Posizione
La chiesa è situata vicino ad un bosco ai limiti del paese.Si trova in una posizione pianeggiante nella conca di Saint-Girons.

## Storia
Laprecedente cappella trecentesca fu demolita nel 1668,date le sue ridotte dimensioni, per far fronte all'aumento della popolazione.L'architetto Louis Famboître fu incaricato dalla corte di Francia  di costruire una chiesa più grande.Costruita nell'arco di 14 anni, fu  consacrata nel 1688.La facciata è stata costruita in stile gotico, mentre il resto è roanico e e barocco negli interni.Inoltre la struttura è dotata di un Campanile-lanterna alto 25 metri con le due solite campane dello ""Stile francese".